# Cicuiara nitidula
Cicuiara nitidula är en skalbaggsart som först beskrevs av Bates 1866.  Cicuiara nitidula ingår i släktet Cicuiara och familjen långhorningar. Inga underarter finns listade i Catalogue of Life.